# 弘文学院
弘文学院，初名亦樂書院，是日本教育家嘉纳治五郎在東京牛込为中国留学生创办的学校。被称为日本有组织的“对留学生的日语教育”的开端。

宏文学院 1904年

## 概述

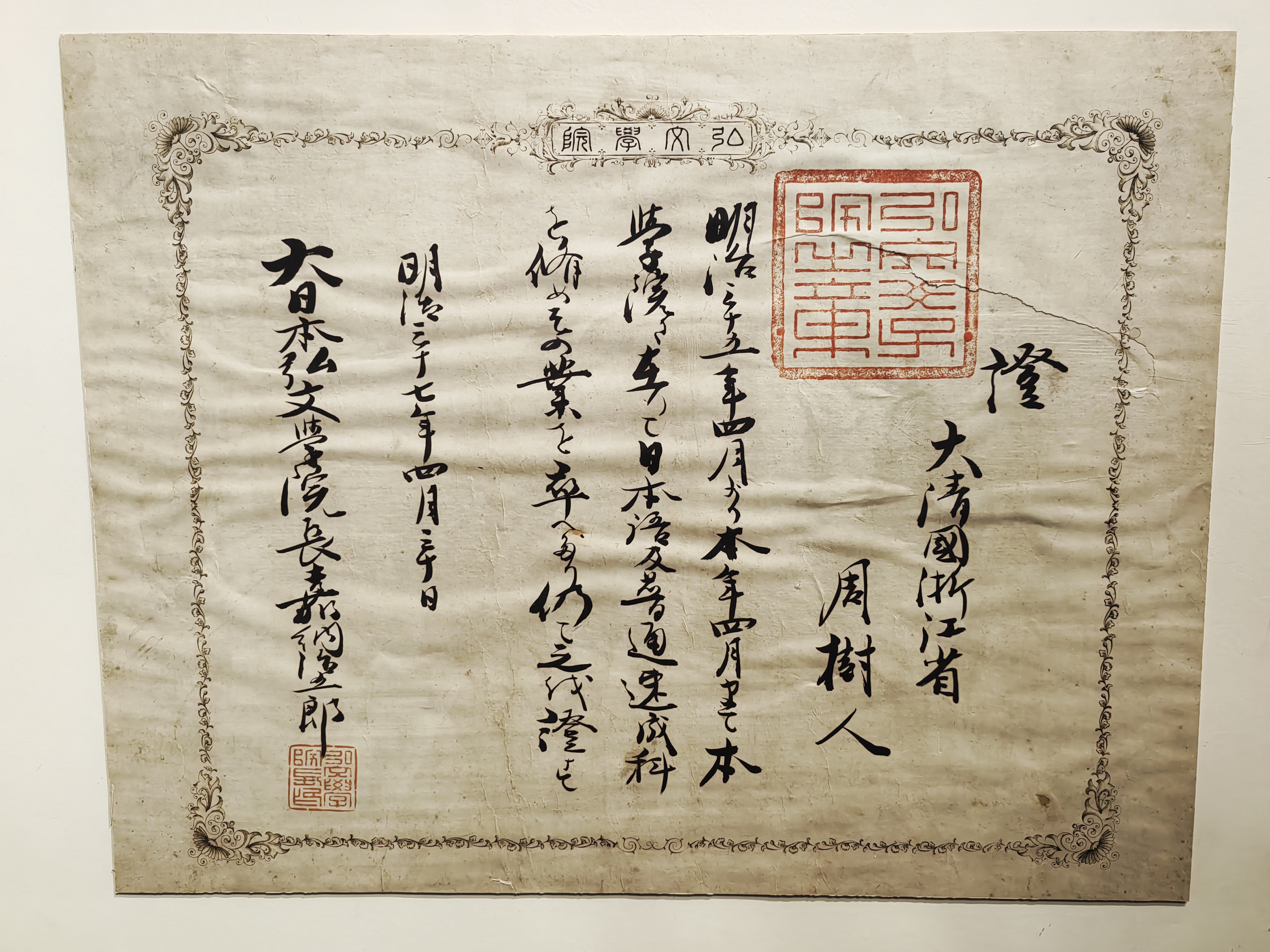
鲁迅在弘文学院的畢業證書

甲午战争结束的第二年1896年（明治29年），清朝政府委托日本政府接受派遣到日本的留学生，之所以向日本派遣留学生，很大程度上是因为梁启超和张之洞等人说，在清国近代化的紧急情况下，向日本学习是西方文明的捷径。受驻日公使裕庚委托的西园寺公望（外相兼文相），全权委托为东京高等师范学校校长柔道家嘉纳治五郎，嘉纳借用东京神田区三崎町的民宅，在1899年设立了接受13名清国留学生的私塾“亦乐书院”，教了日语、数学、理科、体操等科目。
随着留学生的增加，1901年迁移到牛込区西五轩町占地3000坪的大宅邸。梁启超与嘉纳治五郎友好，决定于1902年初将东京大同高等学校并入亦乐书院，作为弘文学院而成立。1903年（明治36年）为了避讳乾隆帝名讳的“弘历”的“弘”，改名为宏文学院。在校生人数达500名，1904年开办了4所分校。
作为教育课程，以日语为中心，有学习英语、数学、理科、地理、历史等诸学，以升入高级学校为目标的被称为普通科的3年课程和被称为速成科的2年以下课程。作家鲁迅也在这个弘文学院普通科学习了两年。
1906年左右的东京约有8000名清国留学生，当时宏文学院是拥有1556名学生的最大留学生教育机构。由于清国留学政策的转换和日语学校的乱立，文部省公布的“清国人ヲ入学セシムル公私立学校ニ関スル規程”遭到了留学生的反对，学生人数锐减，1909年（明治42年）7月，由于中国赴日留学生锐减因而闭校。从创立到闭校的13年间入学者总计7192名，毕业·修业者总计3810名。

今日宏文学院

## 教师
日语教授阵容中，有国语法上的大家三矢重松和松下大三郎、日语教师松本龟次郎、中文学者井上翠等人。此外还有本田增次郎、正木直太郎、门马常次（之后是泷乃川学园代表理事）、数学教师三泽力太郎等人。

## 著名学生
该校学生有陈独秀、连英煌、陈天华、黄兴、李待琛、杨度、胡汉民、牛保才、杨昌济、张澜、朱剑凡、胡元倓、李琴湘、方鼎英、许寿裳、鲁迅、厉绥之、沈心工、陈幼云、陈师曾、陈寅恪、劉勳麟、鲍贵藻、李四光、侯鸿鉴、郑菊如、李书城、林伯渠、邓以蛰、趙戴文、程鴻書、邓慕韩、秋瑾等。